# Colón (kommunhuvudort)
Colón är en kommunhuvudort i Argentina.   Den ligger i provinsen Entre Ríos, i den östra delen av landet, 270 km norr om huvudstaden Buenos Aires. Colón ligger 26 meter över havet och antalet invånare är 26 500.
Terrängen runt Colón är platt. Det finns inga andra samhällen i närheten.
Trakten runt Colón består i huvudsak av gräsmarker. Runt Colón är det glesbefolkat, med 8 invånare per kvadratkilometer.